# 二セレン化モリブデン
二セレン化モリブデン (Molybdenum diselenide、MoSe2) は、モリブデンとセレンの無機化合物である。
その構造はMoS2の構造に似ている。このカテゴリーの化合物は、遷移金属ジカルコゲニド(Transition Metal Di-Chalcogenides)、略してTMDCとして知られている。これらの化合物は、名前が示すように、遷移金属と元素周期表の第16族の元素で構成されている。MoS2と比較して、MoSe2はより高い電気伝導率を示す。

## 構造
多くのTMDCと同様、MoSe2は強い面内結合と弱い面外相互作用を持つ層状材料である。これらの相互作用により、単一単位胞の厚さの二次元層への剥離が起こる。
これらのTMDCの最も一般的な形式は、セレン・イオン間に挟まれたモリブデンの3層を持ち、三角柱状の金属結合配位を引き起こすが、化合物が剥離すると八面体になる。これらの化合物の金属イオンは6つのSe2−イオンに囲まれている。Moの配位幾何学は、八面体や三角柱として見られることもある。

## 合成
MoSe2の合成には、封管内でのモリブデンとセレンの高温での直接反応が含まれる。ハロゲン (通常は臭素またはヨウ素) による化学蒸気輸送は、非常に低い圧力 (10-6torr未満) および非常に高い温度 (600～700°C) で化合物を精製するために使用される。強い発熱反応による爆発を防ぐために、非常に徐々に加熱する必要がある。化学量論層は、サンプルが冷却されるにつれて六方晶系構造で結晶化する。過剰なセレンは真空下での昇華によって除去できる。MoSe2の合成反応は次のとおり:
    Mo + 2 Se → MoSe2

### 2D-MoSe2
MoSe2の単結晶の厚さ層は、バルク結晶からのスコッチテープ剥離または化学気相成長 (CVD) によって生成される。
2D-MoSe2の電子移動度は、2D-MoS2の電子移動度よりも大幅に高くなる。2D MoSe2はグラフェンを思わせる構造を採用しているが、後者の電子移動度はさらに数千倍も優れている。グラフェンとは対照的に、2D-MoSe2は直接的なバンドギャップを持っており、トランジスタや光検出器への応用が示唆されている。

## 自然発生
セレン化モリブデン(IV)は、非常に希少な鉱物ドライスダライトとして自然界に存在する。